# Leo Vindevogel
Leo Vindevogel (ur. 14 grudnia 1888 w Petegem-aan-de-Schelde, zm. 25 września 1945 w Gandawie) – flamandzki działacz nacjonalistyczny, kolaborancki burmistrz Ronse podczas II wojny światowej
Ukończył studia pedagogiczne w Sint-Niklaas. Pracował jako nauczyciel w Ronse i okolicy. W 1907 r. wstąpił do Chrześcijańskiej Flamandzkiej Unii Ludowej. Brał udział w I wojnie światowej jako ochotnik w armii belgijskiej. Po jej zakończeniu powrócił do uczenia w Ronse. Jego poglądy stawały się coraz bardziej nacjonalistyczne. W 1925 r. został wybrany do parlamentu. W 1926 utworzył własną Katolicką Flamandzką Partię Ludową. W okresie okupacji niemieckiej od 1941 do wyzwolenia Belgii przez aliantów sprawował funkcję burmistrza Ronse. Przeżył zamach dokonany na niego przez ruch oporu. Po zakończeniu wojny pozostał w kraju, gdyż liczył na honorowe zachowanie nowych władz belgijskich. Został jednak aresztowany, po czym po procesie skazany na dożywocie, zamienione na karę śmierci przez rozstrzelanie.